# كنيسة ماكسولا رادس
كنيسة ماكسولا رادس (بالفرنسية: Église de Maxula-Radès)‏، وهي كنيسة كاثوليكية مهجورة تقع في مدينة رادس في تونس، بُنيت عام 1911 إبان فترة الحماية الفرنسية في تونس. تم التنازل عنها للحكومة التونسية عام 1964 وهجرت منذ ذلك الحين.

## التاريخ

### المباني الأولى
في نهاية القرن التاسع عشر، أتاح وجود دار للأيتام تديره راهبات فرنسيسكان مصريات يحملن الجنسية الإيطالية الفرصة للمسيحيين أن يجتمعوا للصلاة. إن نقل الراهبات إلى تونس يجعل من الضروري إنشاء مكان دائم للعبادة في مدينة تشهد زيادة كبيرة في عدد سكانها حيث يتم بناء الفيلات الجديدة، ويتم شغلها خلال فصل الصيف وتدفق السكان الجدد. وقد شجع على ذلك تركيب مسكنين. المدارس في المدينة. تأسست رعية رادس عام 1900. تم بناء كنيسة مؤقتة مبنية بالكامل من المعدن. توضح مادة البناء الخاصة جدًا أنه «في الشتاء يتجمد وفي الصيف يتحول إلى فرن».

### الحماية الفرنسية

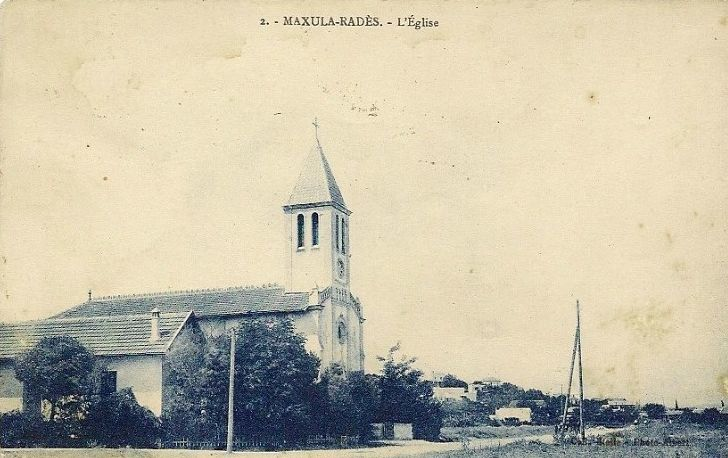
صورة الكنيسة في 1920.

بدأت خطوات بناء مكان عبادة دائم في عام 1900 عندما طلب مجلس بلدية ماكسولا رادس من حكومة المحمية منح منحة لشراء أرض وبناء كنيسة. تذكر الأمانة العامة للحكومة في ردها الصادر في 15 نوفمبر 1900 أنه باسم الفصل بين الكنيسة والدولة، لا يمكن للأخيرة أن تدعم بناء مبنى ديني. أما بالنسبة للأرض فقد ردت المديرية الزراعية بعد استشارة المديرية للتنازل عن قطعة أرض، أن «الولاية لا تملك أي أرض في رادس يمكن استخدامها لبناء كنيسة.» لا خيار أمام رئاسة أسقفية تونس، المونسنيور كليمان كومبس، سوى شراء قطعة أرض مساحتها 1010 متر مربع بمبلغ 1515 فرنكًا من شخصين، السيدة فوان وميراود.
الأب مارتن، كاهن رعية حمام الأنف، هو المسؤول عن رسم مخططات البناء بمساعدة المقاول السيد نيكولاس. وتبلغ ميزانية الموقع 19.460 فرنكاً ممولة بـ 13.500 فرنك من قبل مطرانية قرطاج، ويأتي الباقي من تبرعات المؤمنين. تم افتتاح الكنيسة عام 1911 وتم الاحتفال بها في جريدة الأبرشية:
| كنيسة ماكسولا رادس | تقع الكنيسة على مسافة متساوية من التل حيث ترتفع العديد من الشاليهات الجميلة ومن السهل حيث تختفي المدارس والفيلات الفرنسية وسط حدائق مزهرة أبدية. سيهيمن برج الجرس على الريف الأخضر حيث تشق شركة بون-قالمة للسكك الحديدية طريقها عبر مزارع الكروم والشاطئ الجميل حيث يأتي السباحون بحثًا عن النضارة والصحة. | كنيسة ماكسولا رادس |

### بعد الاستقلال
تسبب إعلان استقلال تونس عام 1956 في رحيل معظم الأوروبيين. تم إغلاق الكنيسة أخيرًا بمناسبة التسوية المؤقتة الموقعة بين الحكومة التونسية والفاتيكان في 10 يوليو 1964. تم نقل المبنى مجانًا مع التأكيد على أنه لن يستخدم إلا لأغراض المصلحة العامة المتوافقة مع الوجهة السابقة. لكن المبنى مهجور حاليا.

وفي إطار مشروع تحويله إلى مركز ثقافي، بدأ العمل فيه في سبتمبر 2022 قبل أن يتوقف في ديسمبر بسبب اكتشاف الصهاريج البونيقية التي هي موضوع التنقيب من قبل المعهد الوطني للتراث. وفي 5 يونيو 2023، تم توقيع اتفاقية تعاون بين المعهد الوطني للتراث والمركز الوطني الصيني لأبحاث الآثار لدراسة المكتشفات الأثرية ونشر نتائج البحث وصيانة الموقع وتطويره والحفاظ عليه.

صور الكنيسة يوم 25 ديسمبر 2023.
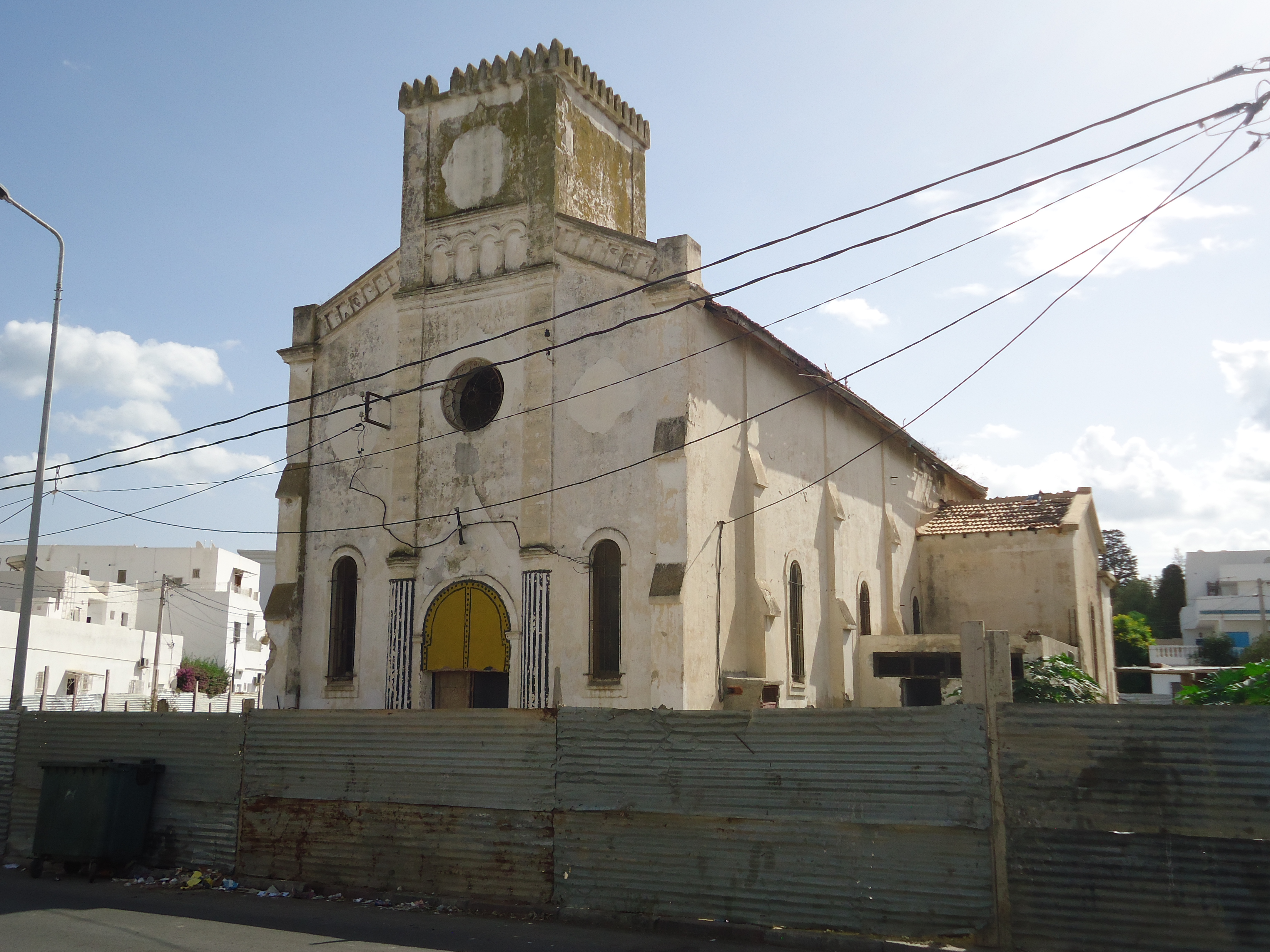
المدخل الرئيسي
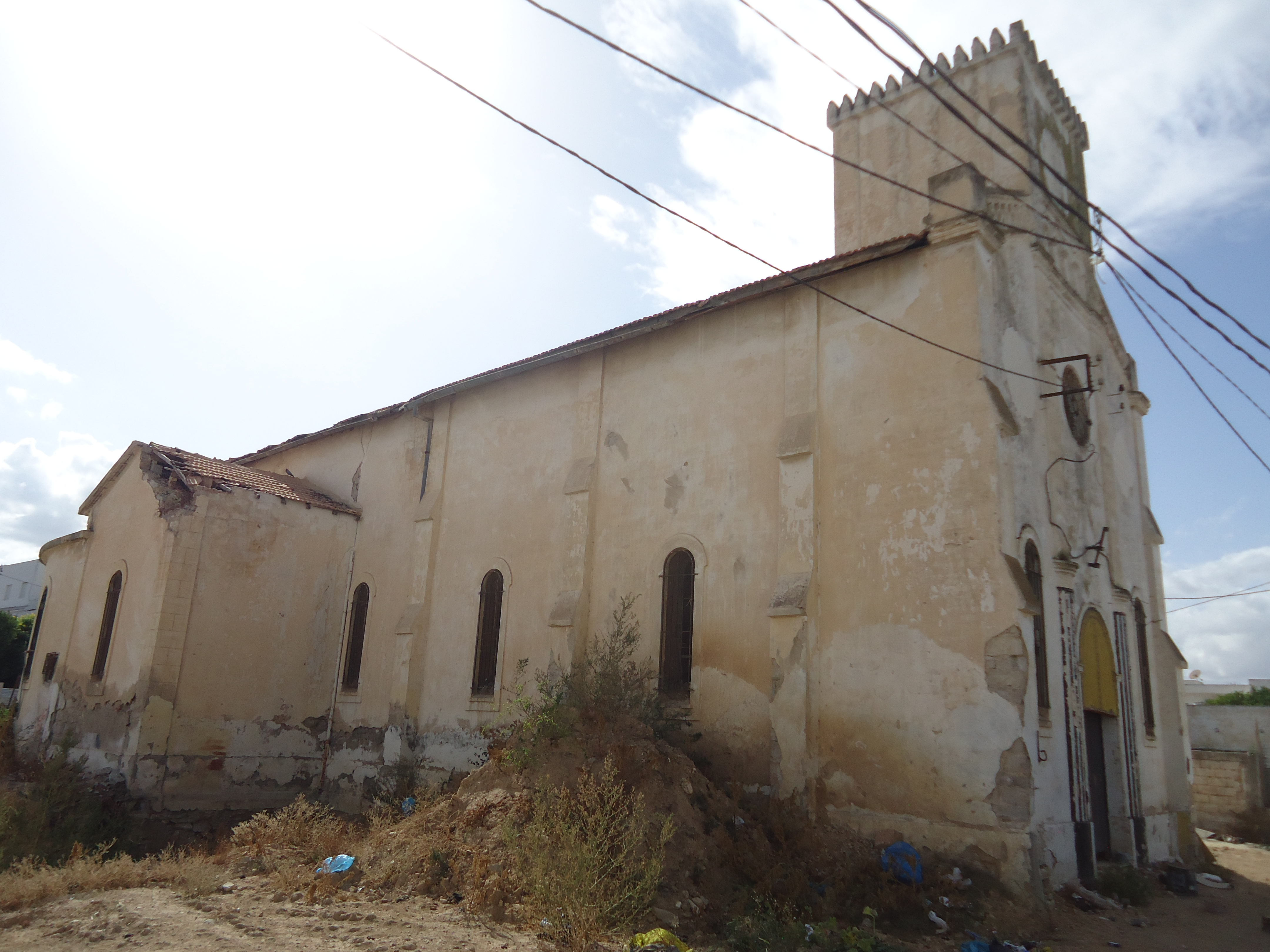
الجانب الشرقي
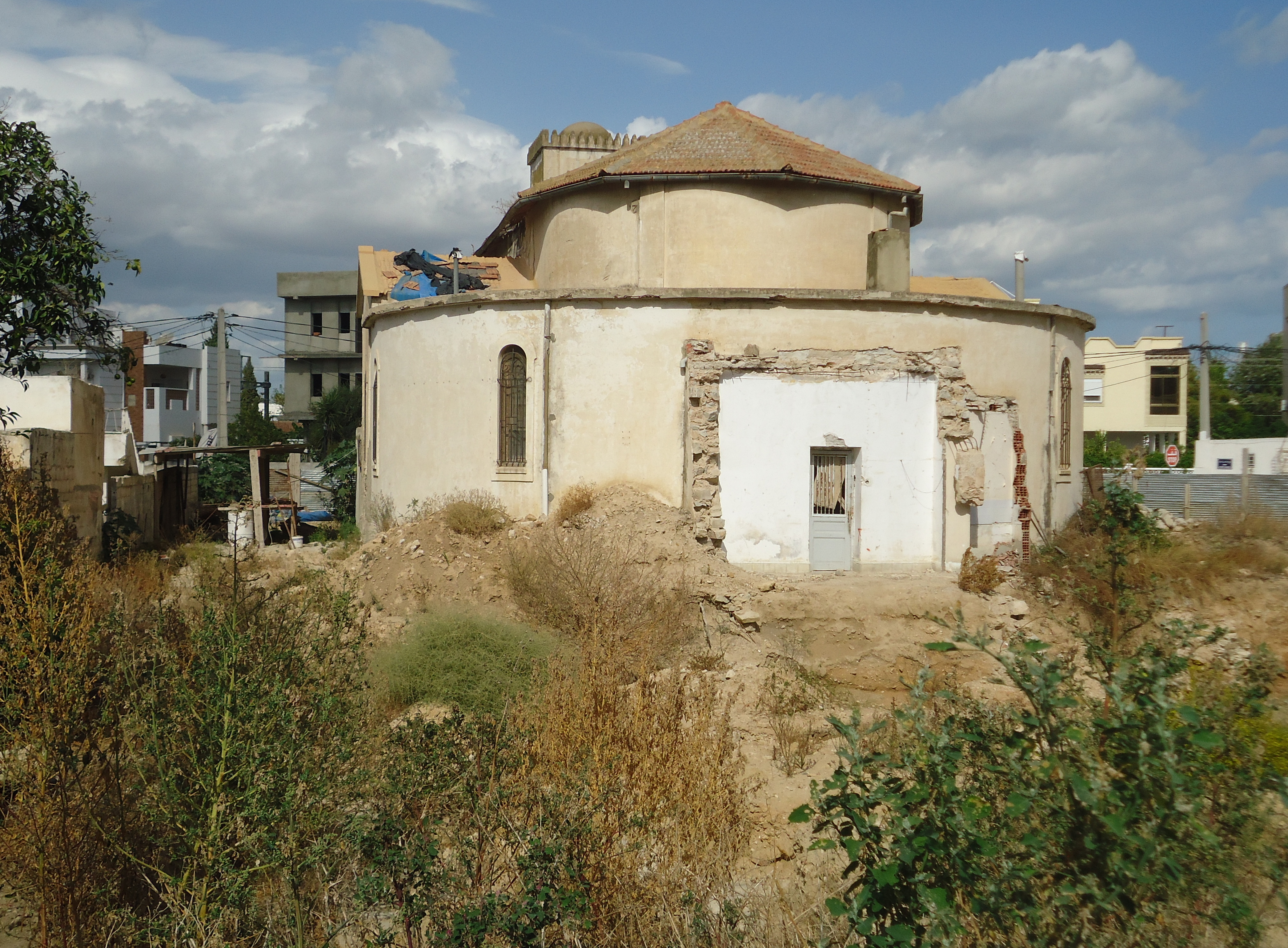
الركن الجنوبي

## أنظر أيضا
- قائمة الكنائس الكاثوليكية في تونس